# Dream Again
「Dream Again」（ドリーム・アゲイン）は、寺田恵子の2枚目のシングル。

## 内容
シングル収録曲で初めて作曲を担当した本作は、東映配給映画『極道の妻たち・覚悟しいや』主題歌。

## 収録曲
1. Dream Again
作詞：三浦徳子　作曲：寺田恵子　編曲：松下誠
2. Selfish Girl
作詞：安藤芳彦　作曲：寺田恵子　編曲：松下誠